# 妙円寺 (東京都港区)
妙圓寺は、東京都港区白金台にある日蓮宗の寺院。山号は誠瀧山。旧本山は総本山甲斐身延山久遠寺、潮師法縁。瀧本采女が足利義輝より拝領した妙見大菩薩を祀る。山手七福神の寿老人、福禄寿。

## 歴史
瀧本院日忍（瀧本采女、元和6年（1620年）没）を開山に創建した碑文谷の瀧本忠光邸内の妙見堂が起源。延宝6年（1678年）東漸院日存（8世）が現在地に移転。昭和20年（1945年）東京大空襲により諸堂を焼失。現在の本堂は昭和29年（1954年）妙見堂とともに再建されたもの。

## 境内
- 本堂
- 妙見堂
- 稲荷大明神

## 歴代
- 瀧本院日忍

## 参考資料
- 『芝区誌』
- 日蓮宗寺院大鑑編集委員会『宗祖第七百遠忌記念出版 日蓮宗寺院大鑑』大本山池上本門寺 (1981年)
- 御府内寺社備考